# Ernst Geitlinger

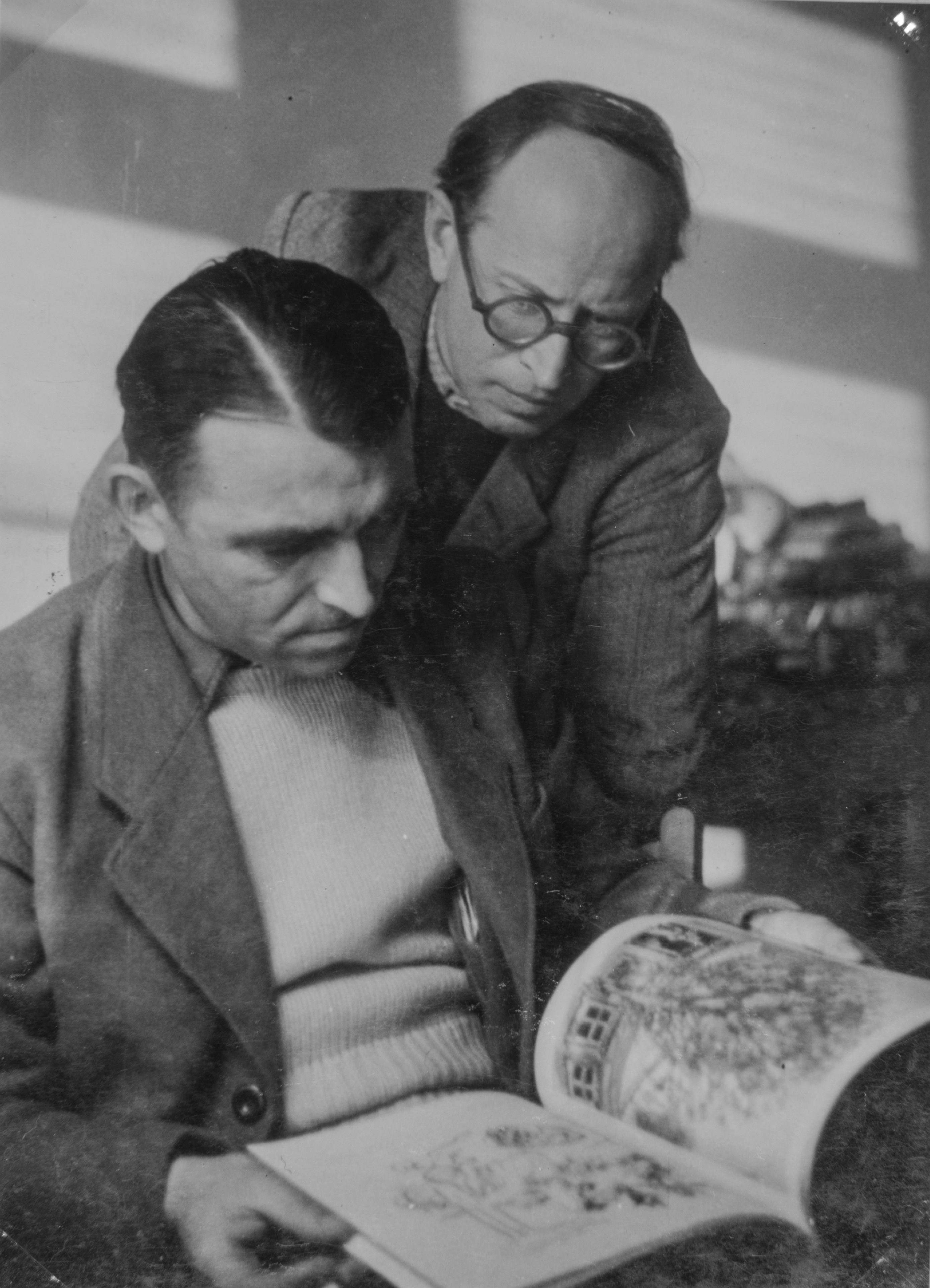
Ernst Geitlinger (sitzend) ca. 1948 zu Besuch bei einem Kunstsammler in Hannover

Ernst Geitlinger (* 13. Februar 1895 in Frankfurt am Main; † 28. März 1972 in Seeshaupt) war ein deutscher Maler.

## Leben
Geitlinger studierte an der National Academy of Design in New York und von 1922 bis 1931 an der Akademie der Bildenden Künste in München bei Karl Caspar.
Er beteiligte sich im Anschluss an den Ausstellungen des Deutschen Künstlerbundes, in dessen Vorstand er von 1952 bis 1967 wirkte. Geitlinger war auch Mitglied der Neuen Sezession und der Juryfreien.
In der Zeit des Nationalsozialismus erhielt er Ausstellungsverbot, seine Kunst galt als „entartet“. 1937 wurde in der Aktion „Entartete Kunst“ nachweislich sein Aquarell Schneelandschaft (51 × 68 cm, 1932) aus dem Städtischen Museum Rostock beschlagnahmt und zerstört.
Emigrationsversuche in die USA, UdSSR und nach Kolumbien scheiterten.
1946 gehörte Geitlinger zu den Mitbegründern der Münchner Künstlervereinigung Neue Gruppe. 1948 nahm er in Dresden mit vier Aquarellen an der Ausstellung Der Ruf – Dresdner Maler, auswärtige Gäste teil. 1951 übernahm er eine Professur an der Akademie der Bildenden Künste München.
Geitlinger war für den deutschen Künstler und Literaten Janosch (Horst Eckert) „ein großartiger Lehrer“. In seinem Roman „Gastmahl auf Gomera“ gibt Janosch persönliche Einblicke in Geitlingers ästhetische und philosophische Ansichten: „[...] er [ein Journalist, mit dem Janosch unterwegs ist] fragte [...], warum und wie ich von der Akademie flog. Ich weiß nicht mehr, ob ich sagte, dass ich zu Recht von einem Professor Josef Hillerbrand wegen Unbegabung weggeschickt wurde, ich brauchte dreißig Jahre, um zu begreifen, dass ich wirklich nicht malen kann. Es dann bei Ernst Geitlinger, ein großartiger Lehrer war er und nahm am liebsten Schüler, die noch nie einen Strich gemalt hatten, noch einmal versuchte und er den wunderbaren Satz sagte, dass Rubens für ihn Scheiße sei. ,Denn was nützt mir ein Rubens, wenn er mich nicht beglückt? Und so sei letztlich fast die ganze Kunst unnötig.' Das war damals eine große Erleuchtung. Mag auch daher kommen, dass damit meine Unbegabung ein wenig legitimer wurde. Er sagte: ,Wenn ich einen roten Punkt an die Wand male, und dieser bringt meine Seele zum Jubeln, DAS ist mehr als Rubens.' So malte er auch. Ein Strich über eine Fläche oder zwei Flächen gegenüber gestellt.“
Der schriftliche Nachlass Ernst Geitlingers ist heute im Deutschen Kunstarchiv im Germanischen Nationalmuseum in Nürnberg untergebracht.